# لیندا مور
لیندا مور (انگلیسی: Linda Moore؛ زادهٔ ۲۴ فوریهٔ ۱۹۵۴) ورزشکار کرلینگ اهل کانادا است.